# Ikarus 396
Ikarus 396 — автобус дальнего следования венгерской фирмы Ikarus, выпускавшийся с 1984 по 1999 год.

## Описание
Автобусы Ikarus 396, выпускавшиеся на шасси Volvo и Scania, предназначались, в основном, для экспорта. Автобусы серии Ikarus 300 предназначались для замены автобусов серии Ikarus 200. 
Ikarus 396 разработан на основе Ikarus 386, который не был запущен в серийное производство. Было выпущено несколько модификаций Ikarus 396 с различными техническими характеристиками, включая двух- и трёхосные автобусы. После Ikarus 290, Ikarus 396 является вторым одиночным трёхосным автобусом.
В основном, автобусы Ikarus 396 производились для шведского рынка, о чём свидетельствует наличие запчастей Scania и Volvo, а позже автобусы Ikarus 396 начали эксплуатироваться в Венгрии. По состоянию на 2020 год в Volánbus эксплуатировалась только одна модель — Ikarus 396.70 с номерным знаком LRE-605. Автобус был списан в декабре 2022 года.

## Заводские модификации
- Ikarus 396.00 — модификация для Скандинавии на шасси Volvo[8].
- Ikarus 396.03 — модификация для Скандинавии на шасси Volvo, но с длиной 14,5 метров (в то время как длина остальных модификаций составляет 12 метров).
- Ikarus 396.21 — модификация для Скандинавии на шасси Scania.
- Ikarus 396.23 — праворульная модификация на шасси Volvo. Также выпускалась с левым рулём.
- Ikarus 396.26 — модификация на шасси Csepel, закупленная компанией Hungarocamion Travels.
- Ikarus 396.27 — модификация для Венгрии, аналог 396.26.
- Ikarus 396.35 — праворульная модификация.
- Ikarus 396.61 — междугородный автобус на шасси Scania[9].
- Ikarus 396.63 — модификация для Скандинавии на шасси Scania.
- Ikarus 396.67 — модификация на шасси Scania.
- Ikarus 396.68 — трёхосная версия 12-метрового Ikarus 396. Первые два автобуса, выпущенные в 1988 году, поступили в авиакомпанию Malév вместе с Ikarus 290.
- Ikarus 396.70 — модификация на шасси DAF, выпущенная в единственном экземпляре. Передана на предприятие Bács Volán.
- Ikarus 396.81 — автобус с самонесущим кузовом и большим количеством деталей Renault. На его основе был разработан Ikarus 386[10].
- Ikarus 396.87 — мелкосерийная модификация на шасси Rába.
- Ikarus 396.90 — опытная трёхосная модификация на шасси Rába.